# Gerhard Poel
Gerhard Poel (* 7. Februar 1886 in Wulmenau; † 8. August 1947 in Krasnogorsk, Sowjetunion) war ein deutscher Offizier, zuletzt Generalleutnant im Zweiten Weltkrieg, sowie ein bekannter Turnierreiter.

## Leben
Am 3. Oktober 1903 trat Poel in das Ulanen-Regiment „Graf zu Dohna“ (Ostpreußisches) Nr. 8 der Preußischen Armee ein und wurde am 27. Januar 1905 zum Leutnant befördert. Zu Beginn des Ersten Weltkriegs im August 1914 war er Oberleutnant im 1. Badischen Leib-Dragoner-Regiment Nr. 20, am 18. April 1915 wurde er Rittmeister.
1920 wurde er als Major aus dem aktiven Dienst verabschiedet und trat in den Polizeidienst über. Am 30. November 1922 wurde er zum Oberstleutnant der Polizei befördert. Am 19. Dezember 1933 wurde er Oberst der Polizei, am 1. April 1935 Chef der Reitschule der Landespolizei in Potsdam. Nach der Erweiterung der Reichswehr wurde Poel am 1. Oktober 1935 mit Patent vom 1. Juni 1934 als Oberst in die neubegründete Wehrmacht übernommen.
Am 1. April 1936 wurde er Kommandeur der Wehrkreis-Schule in Aalen, ein Kommando, das er auch zu Beginn des Zweiten Weltkrieges beibehielt. Am 1. Juli 1941 wurde er zum Generalmajor befördert, am 1. Januar 1942 wurde er zum Stadtkommandant von Witebsk ernannt. Am 5. November 1942 wurde er Stadtkommandant von Smolensk. Ab Dezember 1943 übernahm er das Kommando über die Oberfeldkommandantur 400. Im Frühjahr 1944 verlegte sein Stab infolge des deutschen Rückzuges von Baranowitschi nach Wilna. Dort wurde er dann zusätzlich auch zum Kommandanten von Wilna ernannt. Während der russischen Sommeroffensive 1944 gab er am 10. Juli sein Kommando an General Rainer Stahel ab und wurde in die Führerreserve versetzt. Für seine Leistungen bei der Verteidigung von Wilna wurde ihm am 16. Oktober 1944 das Ritterkreuz des Eisernen Kreuzes verliehen.
Am 1. Oktober 1944 wurde er zum Kommandanten von Brünn ernannt sowie am 30. Januar 1945 zum Generalleutnant befördert.
Bei der Kapitulation der Heeresgruppe Mitte geriet er am 8. Mai 1945 bei Tabor in sowjetische Kriegsgefangenschaft. Am 2. November 1946 wurde er durch ein sowjetisches Militärtribunal wegen Kriegsverbrechen zum Tode verurteilt und im folgenden Jahr im Kriegsgefangenenlager von Krasnogorsk hingerichtet.

## Auszeichnungen
- Eisernes Kreuz (1914) II. und I. Klasse
- Spange zum Eisernen Kreuz II. und I. Klasse
- Ritterkreuz des Eisernen Kreuzes mit Eichenlaub[2]
  - Ritterkreuz am 16. Oktober 1944
  - Eichenlaub am 25. November 1944